# Istmo de Tehuantepec

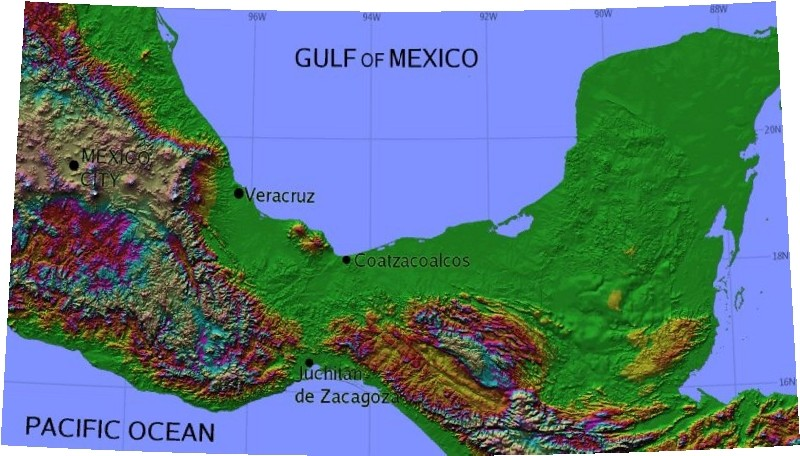
Istmo de Tehuantepec, ao centro.

O Istmo de Tehuantepec (pronúncia espanhola: [tewanteˈpek]) é um istmo no México, onde este país tem a sua largura mínima e é também a menor distância entre o golfo do México e o oceano Pacífico – cerca de 200 km.
O seu nome deriva da cidade de Tehuantepec (ou "Santo Domingo Tehuantepec") no estado de Oaxaca, que, por sua vez, deriva da expressão em língua náuatle tecuani-tepec, que significa "colina do jaguar".
Os estados mexicanos de Tabasco e Chiapas ficam para leste do istmo, os de Veracruz e Oaxaca para oeste.

## Geografia
O istmo inclui a parte do México situada entre os 94º e os 96º meridianos de longitude oeste, ou as partes sudeste de Veracruz e Oaxaca, incluindo pequenas áreas de Chiapas e Tabasco. Os estados de Tabasco e Chiapas ficam a leste do istmo, com Veracruz e Oaxaca a oeste.